# Vajra Chandrasekera
Œuvres principales
- Les Portes de Lumière

Vajra Chandrasekera, né le 17 août 1979 à Colombo au Sri Lanka, est un écrivain srilankais de fantasy et de science-fiction.

## Œuvres

### Romans
- Les Portes de Lumière, Bragelonne, 2024 ((en) The Saint of Bright Doors, 2023), trad. Olivier Debernard, 384 p.  (ISBN 979-10-281-1432-9)Prix Nebula du meilleur roman 2023 et prix Locus du meilleur premier roman 2024
- (en) Rakesfall, 2024Prix Otherwise 2024

### Nouvelles traduites en français
- Des pierres plein les poches, 2015 ((en) Pockets Full of Stones, 2013), trad. Thomas BauduretPubliée dans la revue Galaxies no 34